# Kajetan Broniewski
Kajetan Tomasz Broniewski (Zabrze, 1963. március 6. –) lengyel evezős. Evezésben sorozatban három olimpián (1988, 1992, 1996 vett részt. 1992-ben a férfi egypárevezős versenyszámban a német Thomas Lange és a csehszlovák Václav Chalupa mögött bronzérmet nyert. 1988-ban ötödik, 1996-ban kétpárevezősben Adam Korollal együtt 13. lett.